# Старокамышлинский сельсовет
Старокамышлинский  сельсовет — муниципальное образование в Кушнаренковском районе Башкортостана.
Административный центр — село Старые Камышлы.

## История
Согласно Закону о границах, статусе и административных центрах муниципальных образований в Республике Башкортостан имеет статус сельского поселения.

## Население
| 2002  | 2009  | 2010  | 2012  | 2013  | 2014  | 2015  |
| ----- | ----- | ----- | ----- | ----- | ----- | ----- |
| 1819  | ↗2019 | ↘1619 | ↘1609 | ↗1610 | ↘1586 | ↘1568 |
| 2016  | 2017  | 2018  |       |       |       |       |
| ↗1581 | ↘1569 | ↘1554 |       |       |       |       |

## Состав сельского поселения
| № | Населённый пункт | Тип населённого пункта       | Население |
| - | ---------------- | ---------------------------- | --------- |
| 1 | Старые Камышлы   | село, административный центр | ↘701      |
| 2 | Первушино        | село                         | ↘440      |
| 3 | Ильмурзино       | деревня                      | ↘297      |
| 4 | Гуровка          | село                         | ↘76       |
| 5 | Новые Камышлы    | деревня                      | ↘53       |
| 6 | Петропавлово     | село                         | ↘43       |
| 7 | Таганаево        | деревня                      | ↗9        |

## Известные уроженцы
- Рассказов, Иван Павлович (26 августа — 28 февраля 1980) — работник Уфимского завода аппаратуры связи, Герой Социалистического Труда, участник Великой Отечественной войны[14].
- Хасан Мухтар (28 октября 1901 — 13 октября 1963) — башкирский писатель, переводчик, член Союза писателей Башкирской АССР (1938)[15].